# Strada statale 97 (Polonia)
La strada statale 97 (sigla DK 97, in polacco droga krajowa 97) è una strada statale polacca che attraversa la città di Rzeszów.